# One Night in Ibiza
Singles de Mike Candys et Evelyn
Together Again
(2010) Around the World
(2010)
Singles par Patrick Miller
Caipirinha
(2009) 2012 (If the World Would End)
(2012)
Pistes de Smile
Around The World
(2) Insomnia
(4)
One Night in Ibiza est une chanson du DJ suisse Mike Candys sorti le 15 juillet 2011. On retrouve la participation vocale de la chanteuse Evelyn et le rappeur suisse Patrick Miller. Extrait du premier album studio de Mike Candys Smile, One Night in Ibiza a été écrite par Michael Kull, Evelyn Zangger, Patrick Miller, Felix Kurz et produit par Mike Candys.

## Clip vidéo
Le clip vidéo sort le 15 juillet 2011 sur YouTube sur le compte de Sirup.tv, d'une durée de 2:49. La vidéo a été visionnée plus de 12 millions de fois. On retrouve le DJ Mike Candys (derrière un masque) ainsi que les chanteurs Evelyn Zangger, Patrick Miller faisant la fête le jour en plein air

## Formats et liste des pistes
CD
1. One Night In Ibiza (Extended Mix)	- 4:33
2. One Night In Ibiza (Radio Mix) - 2:49

Promo - Digital
1. One Night In Ibiza - 2:49

## Classement par pays
| Classement (2011)               | Meilleure position |
| ------------------------------- | ------------------ |
| Allemagne (Media Control AG)    | 11                 |
| Autriche (Ö3 Austria Top 40)    | 13                 |
| Belgique (Wallonie Ultratip 50) | 29                 |
| France (SNEP)                   | 35                 |
| Pologne (Dance Top 50)          | 9                  |
| Tchéquie (IFPI Rádio)           | 15                 |
| Roumanie (Romanian Top 100)     | 33                 |
| Suisse (Schweizer Hitparade)    | 7                  |